# 神崎郡 (滋賀縣)
神崎郡為過去位於日本滋賀縣東部的郡，已於2006年1月1日因無所屬町村而消失。
在1879年實施郡區町村編制法時的轄區包括現在的東近江市的中部地區及彥根市南部的小部分區域。

## 歷史
過去在令制國時代屬於近江國，在《日本書紀》中記載為「神前郡」，在《和名抄》中則寫作「神埼郡」；其中《日本書紀》記載在七世紀的天智天皇時曾有來自百濟國的百姓男女四百餘人居住於此，《和名抄》則記錄神崎郡內有垣見、小幡、神崎、高屋、神主、站家、小社七個村。
在11世紀後，八日市地區逐漸發展為商業聚落，並長期由六角氏所掌控。
17世紀江戶時代後郡內大多數地區成為幕府直屬領，此外也有部分地區為郡山藩、山上藩及旗本的領地，其中也有幕府委託彥根藩管理的預地，而此地的幕府直屬領及旗本領則是由位於滋賀郡大津的大津奉行負責管理。
19世紀末明治維新後，原先的幕府直屬領及旗本領先後改隸屬大津裁判所及大津縣，其他原本屬於各藩的區域則在1871年實施廢藩置縣後，改隸屬郡山縣和山上縣；不過在僅四個月之後的府縣整併中，郡內全數區域都被併入長濱縣，而長濱縣先是在三個月後更名為犬上縣，半年後又與滋賀縣合併。
1879年實施郡區町村編製法時，正式設置近代的行政區劃「神崎郡」，並在八日市村（位於現在的東近江市）設置郡役所。

### 沿革

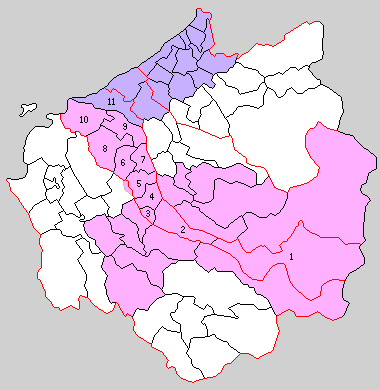
1889年神崎郡轄下的行政區劃：
1.山上村、2.御園村、3.八日市町、4.建部村、5.東五個莊村、6.南五個莊村、7.北五個莊村、8.八條村、9.八幡村、10.栗見村、11.葉枝見村
（紫色：現屬彥根市、桃色：現屬東近江市）

- 1889年4月1日：實施町村制，神崎郡下設：山上村（日语：山上村 (滋賀県)）、御園村（日语：御園村）、八日市町（日语：八日市町）、建部村（日语：建部村 (滋賀県)）、東五個莊村（日语：旭村 (滋賀県)）、南五個莊村（日语：南五個荘村）、北五個莊村（日语：北五個荘村）、八條村（日语：八条村 (滋賀県)）、八幡村（日语：八幡村 (滋賀県)）、栗見村（日语：栗見村）、葉枝見村（日语：葉枝見村）。（1町10村）
- 1890年3月15日：東五個莊村更名為旭村（日语：旭村 (滋賀県)）。
- 1894年6月5日：八條村被廢除，轄區分割為能登川村（日语：能登川村）、伊庭村（日语：伊庭町）、五峰村（日语：五峰村）三個行政區劃。（1町12村）
- 1897年4月1日：葉枝見村改隸屬愛知郡。（1町11村）
- 1897年8月15日：栗見村的新宮地區和乙女濱地區分出設立為栗見莊村（日语：栗見荘村）。（1町12村）
- 1898年4月1日：實施郡制（日语：郡制），郡役所設於八日市町。
- 1923年4月1日：廢除郡會和郡參事會。
- 1926年7月1日：廢除郡役所，此後郡不再作為行政區劃，只作為地名的表示。
- 1927年11月8日：栗見莊村被併入八幡村。（1町11村）
- 1942年2月11日：能登川村、伊庭村、五峰村、八幡村、栗見村合併為能登川町（日语：能登川町）[2]。（2町6村）
- 1943年4月1日：山上村和愛知郡東小椋村（日语：東小椋村）、高野村（日语：永源寺高野町）合併為永源寺村（日语：永源寺村），屬神崎郡。（2町6村）
- 1952年3月21日：八日市町和蒲生郡中野村（日语：中野村 (滋賀県)）合併為新設立的八日市町（日语：八日市町）[2]，屬神崎郡。（2町6村）
- 1954年8月15日：御園村、建部村、八日市町和蒲生郡平田村（日语：平田村 (滋賀県)）・市邊村（日语：市辺村）、玉緒村（日语：玉緒村）合併為八日市市[2]，並脫離神崎郡。（1町4村）
- 1955年1月1日：旭村、南五個莊村、北五個莊村和蒲生郡安土町的清水鼻地區合併為五個莊町（日语：五個荘町）[2]。（2町1村）
- 1955年4月1日：永源寺村和蒲生郡市原村（日语：市原村 (滋賀県)）合併為永源寺町（日语：永源寺町）[2]，屬神崎郡。（3町）
- 2005年2月11日：永源寺町、五個莊町和八日市市、愛知郡愛東町（日语：愛東町）、湖東町（日语：湖東町）合併為東近江市[2]，並脫離神崎郡。（1町）
- 2006年1月1日：能登川町被併入東近江市[2]，同時神崎郡因無所屬町村而消失。

### 變遷表
| 1889年4月1日   | 1889年 - 1912年             | 1912年 - 1944年             | 1912年 - 1944年              | 1945年 - 1954年              | 1945年 - 1954年              | 1955年 - 1989年                 | 1955年 - 1989年              | 1989年 - 現在                | 現在                    |
| -------------- | --------------------------- | --------------------------- | ---------------------------- | ---------------------------- | ---------------------------- | ------------------------------- | ---------------------------- | ---------------------------- | ----------------------- |
| 葉枝見村       | 1897年4月1日 愛知郡葉枝見村 | 1897年4月1日 愛知郡葉枝見村 | 1897年4月1日 愛知郡葉枝見村  | 1897年4月1日 愛知郡葉枝見村  | 1897年4月1日 愛知郡葉枝見村  | 1955年1月1日 合併為愛知郡稻枝町 | 1968年4月1日 併入彥根市      | 1968年4月1日 併入彥根市      | 1968年4月1日 併入彥根市 |
| 八條村         | 1894年6月5日 能登川村       | 1894年6月5日 能登川村       | 1942年2月11日 合併為能登川町 | 1942年2月11日 合併為能登川町 | 1942年2月11日 合併為能登川町 | 1942年2月11日 合併為能登川町    | 1942年2月11日 合併為能登川町 | 2006年1月1日 併入東近江市    | 東近江市                |
| 八條村         | 1894年6月5日 伊庭村         |                             | 1942年2月11日 合併為能登川町 | 1942年2月11日 合併為能登川町 | 1942年2月11日 合併為能登川町 | 1942年2月11日 合併為能登川町    | 1942年2月11日 合併為能登川町 | 2006年1月1日 併入東近江市    | 東近江市                |
| 八條村         | 1894年6月5日 五峰村         |                             | 1942年2月11日 合併為能登川町 | 1942年2月11日 合併為能登川町 | 1942年2月11日 合併為能登川町 | 1942年2月11日 合併為能登川町    | 1942年2月11日 合併為能登川町 | 2006年1月1日 併入東近江市    | 東近江市                |
| 八幡村         |                             |                             | 1942年2月11日 合併為能登川町 | 1942年2月11日 合併為能登川町 | 1942年2月11日 合併為能登川町 | 1942年2月11日 合併為能登川町    | 1942年2月11日 合併為能登川町 | 2006年1月1日 併入東近江市    | 東近江市                |
| 栗見村         | 1897年8月15日 栗見莊村。    | 1927年11月8日 併入八幡村    | 1942年2月11日 合併為能登川町 | 1942年2月11日 合併為能登川町 | 1942年2月11日 合併為能登川町 | 1942年2月11日 合併為能登川町    | 1942年2月11日 合併為能登川町 | 2006年1月1日 併入東近江市    | 東近江市                |
| 栗見村         | 栗見村                      |                             | 1942年2月11日 合併為能登川町 | 1942年2月11日 合併為能登川町 | 1942年2月11日 合併為能登川町 | 1942年2月11日 合併為能登川町    | 1942年2月11日 合併為能登川町 | 2006年1月1日 併入東近江市    | 東近江市                |
| 愛知郡東小椋村 | 愛知郡東小椋村              | 愛知郡東小椋村              | 1943年4月1日 合併為永源寺村  | 1943年4月1日 合併為永源寺村  | 1943年4月1日 合併為永源寺村  | 1955年4月1日 合併為永源寺町     | 1955年4月1日 合併為永源寺町  | 2005年2月11日 合併為東近江市 | 東近江市                |
| 愛知郡東小椋村 | 1892年10月5日 愛知郡高野村  |                             | 1943年4月1日 合併為永源寺村  | 1943年4月1日 合併為永源寺村  | 1943年4月1日 合併為永源寺村  | 1955年4月1日 合併為永源寺町     | 1955年4月1日 合併為永源寺町  | 2005年2月11日 合併為東近江市 | 東近江市                |
| 山上村         |                             |                             | 1943年4月1日 合併為永源寺村  | 1943年4月1日 合併為永源寺村  | 1943年4月1日 合併為永源寺村  | 1955年4月1日 合併為永源寺町     | 1955年4月1日 合併為永源寺町  | 2005年2月11日 合併為東近江市 | 東近江市                |
| 蒲生郡市原村   |                             |                             |                              |                              |                              | 1955年4月1日 合併為永源寺町     | 1955年4月1日 合併為永源寺町  | 2005年2月11日 合併為東近江市 | 東近江市                |
| 東五個莊村     | 1890年3月15日 更名為旭村    | 1890年3月15日 更名為旭村    | 1890年3月15日 更名為旭村     | 1890年3月15日 更名為旭村     | 1890年3月15日 更名為旭村     | 1955年1月1日 合併為五個莊町     | 1955年1月1日 合併為五個莊町  | 2005年2月11日 合併為東近江市 | 東近江市                |
| 南五個莊村     |                             |                             |                              |                              |                              | 1955年1月1日 合併為五個莊町     | 1955年1月1日 合併為五個莊町  | 2005年2月11日 合併為東近江市 | 東近江市                |
| 北五個莊村     |                             |                             |                              |                              |                              | 1955年1月1日 合併為五個莊町     | 1955年1月1日 合併為五個莊町  | 2005年2月11日 合併為東近江市 | 東近江市                |
| 御園村         | 御園村                      | 御園村                      | 御園村                       | 御園村                       | 1954年8月15日 合併為八日市市 | 1954年8月15日 合併為八日市市    | 1954年8月15日 合併為八日市市 | 2005年2月11日 合併為東近江市 | 東近江市                |
| 建部村         |                             |                             |                              |                              | 1954年8月15日 合併為八日市市 | 1954年8月15日 合併為八日市市    | 1954年8月15日 合併為八日市市 | 2005年2月11日 合併為東近江市 | 東近江市                |
| 八日市町       | 八日市町                    | 八日市町                    | 八日市町                     | 1952年3月21日 合併為八日市町 | 1954年8月15日 合併為八日市市 | 1954年8月15日 合併為八日市市    | 1954年8月15日 合併為八日市市 | 2005年2月11日 合併為東近江市 | 東近江市                |
| 蒲生郡中野村   |                             |                             |                              | 1952年3月21日 合併為八日市町 | 1954年8月15日 合併為八日市市 | 1954年8月15日 合併為八日市市    | 1954年8月15日 合併為八日市市 | 2005年2月11日 合併為東近江市 | 東近江市                |
| 蒲生郡平田村   |                             |                             |                              |                              | 1954年8月15日 合併為八日市市 | 1954年8月15日 合併為八日市市    | 1954年8月15日 合併為八日市市 | 2005年2月11日 合併為東近江市 | 東近江市                |
| 蒲生郡市邊村   |                             |                             |                              |                              | 1954年8月15日 合併為八日市市 | 1954年8月15日 合併為八日市市    | 1954年8月15日 合併為八日市市 | 2005年2月11日 合併為東近江市 | 東近江市                |
| 蒲生郡玉緒村   |                             |                             |                              |                              | 1954年8月15日 合併為八日市市 | 1954年8月15日 合併為八日市市    | 1954年8月15日 合併為八日市市 | 2005年2月11日 合併為東近江市 | 東近江市                |